# Ternstroemia killipiana
Ternstroemia killipiana är en tvåhjärtbladig växtart som beskrevs av Clarence Emmeren Kobuski. Ternstroemia killipiana ingår i släktet Ternstroemia och familjen Pentaphylacaceae. Inga underarter finns listade i Catalogue of Life.